# Rasmus Christian Quaade
Rasmus Christian Quaade (* 7. Januar 1990 in Valby) ist ein ehemaliger dänischer Bahn- und Straßenradrennfahrer.

## Sportliche Laufbahn
Rasmus Christian Quaade wurde 2007 bei den dänischen Bahnradmeisterschaften Erster in der Einerverfolgung der Junioren. Außerdem belegte er den zweiten Platz im Punktefahren und er wurde Dritter in der Mannschaftsverfolgung. Im Jahr darauf gewann er die Juniorenmeisterschaft in der Mannschaftsverfolgung. Außerdem wurde er nationaler Meister im Teamzeitfahren der Jugendklasse.
Bei den Bahnradsport-Weltmeisterschaften 2013 in Minsk belegte Quaade den dritten Platz in der Mannschaftsverfolgung, gemeinsam mit Casper von Folsach, Lasse Norman Hansen und Mathias Møller. Im Jahr darauf errang die dänische Mannschaft mit Quaade, von Folsach, Hansen und Alex Rasmussen Rang zwei bei der WM. 2016 wurde der dänische Bahnvierer erneut WM-Dritter in der Zusammensetzung Quaade, Hansen, Niklas Larsen, Frederik Madsen und von Folsach.
2016 wurde Rasmus Christian Quaade für die Teilnahme an den Olympischen Spielen in Rio de Janeiro nominiert. Gemeinsam mit Lasse Norman Hansen, Niklas Larsen, Casper von Folsach, Frederik Madsen und Casper Pedersen errang er die Bronzemedaille in der Mannschaftsverfolgung. Im selben Jahr errang der dänische Bahn-Vierer mit Quaade ebenfalls die Bronzemedaille bei den Bahn-Weltmeisterschaften.
Im Jahr darauf gewann Quaade eine Etappe Ronde de l’Oise und 2018 das Classic Loire-Atlantique und mit Martin Toft Madsen das Duo Normand. Ebenfalls 2018 wurde er Zweiter der Gesamtwertung der Dänemark-Rundfahrt. 2019 entschied er die Fyen Rundt für sich und gewann erneut das Duo Normand, dieses Mal gemeinsam mit Mathias Norsgaard. 

## Berufliches
Ende 2021 beendete Rasmus Quaade seine aktive Radsportlaufbahn. Noch während er als Radsportler aktiv war, hatte er eine Ausbildung zum Grundschullehrer begonnen. Zudem wurde er ab 2022 Assistenztrainer für den Nachwuchs und später Sportdirektor bei dänischen Team CO:PLAY-Giant.

## Diverses
2012 produzierte der dänische Filmemacher Daniel Dencik den Dokumentarfilm Moon Rider über den sportlichen Werdegang von Quaade.
Am 3. September 2015 stellte Rasmus Quaade den Weltrekord im Zeitfahren über 2000 Meter auf einem Lastenrad des Herstellers Larry vs Harry auf. Am 18. August 2018 gewann er die Jubiläumsausgabe des Svajerløb, der dänischen Cargobikemeisterschaft.

## Erfolge

### Bahn
2007
- Dänischer Meister – Einerverfolgung (Junioren)

2008
- Dänischer Meister – Mannschaftsverfolgung (Junioren) mit Niki Byrgesen, Laurits Enevoldsen und Patrick Henriksen

2009
- Dänischer Meister – Einerverfolgung

2012
- Dänischer Meister – Einerverfolgung

2013
- Weltmeisterschaft – Mannschaftsverfolgung mit Casper von Folsach, Lasse Norman Hansen und Mathias Møller

2014
- Weltmeisterschaft – Mannschaftsverfolgung mit Casper von Folsach, Lasse Norman Hansen und Alex Rasmussen

2016
- Olympische Sommerspiele – Mannschaftsverfolgung (mit Lasse Norman Hansen, Niklas Larsen, Casper von Folsach, Frederik Madsen und Casper Pedersen)
- Weltmeisterschaft – Mannschaftsverfolgung mit Lasse Norman Hansen, Niklas Larsen, Frederik Madsen und Casper von Folsach

2017
- Dänischer Meister – Punktefahren, Mannschaftsverfolgung (mit Casper Pedersen, Mikkel Bjerg und Casper von Folsach)

### Straße
2009

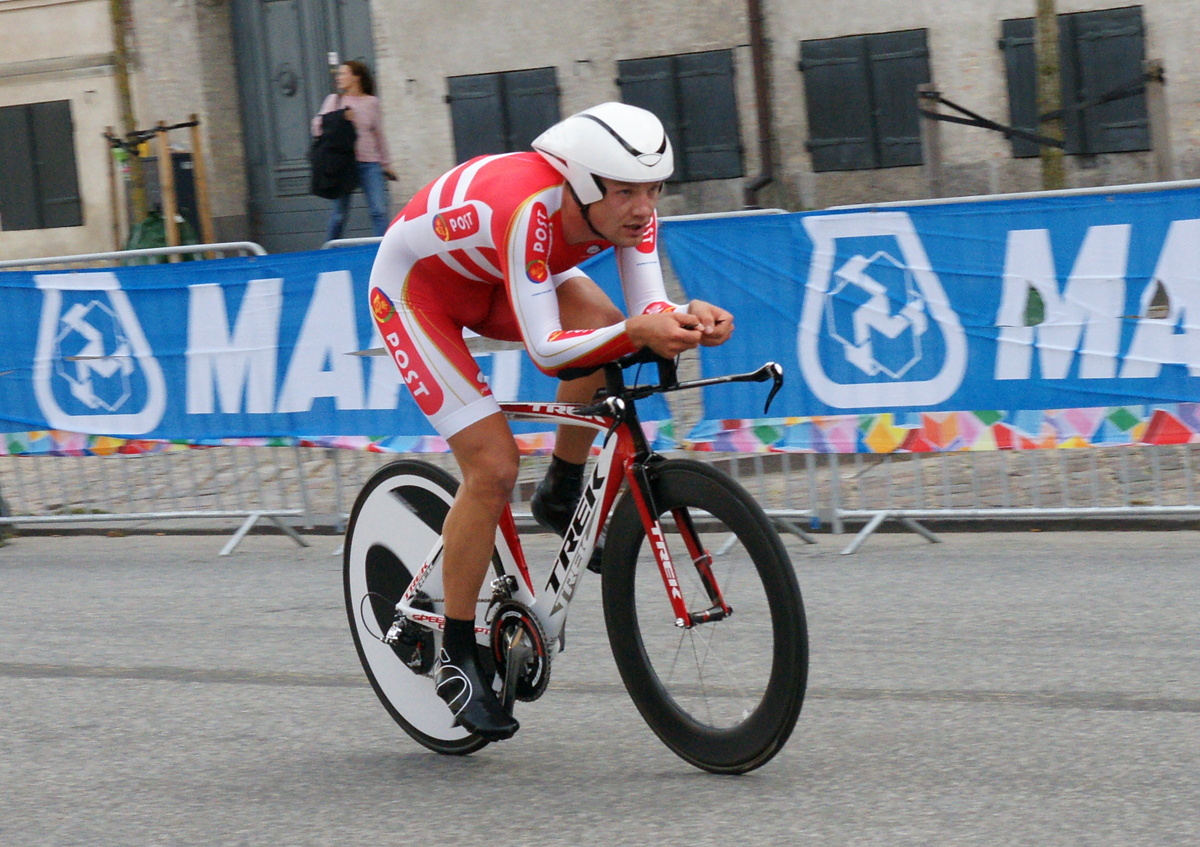
Quaade bei den UCI-Straßen-Weltmeisterschaften 2011 – mit zweitem Platz in Einzelzeitfahren (U23)

- Europameisterschaft – Einzelzeitfahren (U23)

2010
- Dänischer Meister – Einzelzeitfahren (U23)
- Chrono Champenois Masculin International

2011
- Dänischer Meister – Einzelzeitfahren (U23)
- Dänischer Meister – Einzelzeitfahren
- Weltmeisterschaft – Einzelzeitfahren (U23)

2012
- Dänischer Meister – Einzelzeitfahren (U23)
- Europameister – Einzelzeitfahren (U23)

2014
- Dänischer Meister – Einzelzeitfahren
- Chrono Champenois Masculin International

2017
- eine Etappe Ronde de l’Oise

2018
- Classic Loire-Atlantique
- Duo Normand (mit Martin Toft Madsen)

2019
- Fyen Rundt
- Duo Normand (mit Mathias Norsgaard)